# Marie-Françoise Bernard
Marie-Françoise Bernard (* 16. September 1819 in Paris; † 9. Oktober 1901 in Bezons; geborene Martin, kurz Fanny) war die Ehefrau von Claude Bernard und eine entschiedene Vivisektionsgegnerin.

## Leben und Wirken
Marie-Françoise Bernard war die Tochter des Arztes Henri Martin und seiner Frau Anne-Antoinette, geborene Hezette. Am 7. Mai 1845, heiratete sie Claude Bernard. Beide hatten zwei Töchter, Jeanne-Antoinette-Henriette (genannt Tony; 1847–1923) und Marie-Louise-Alphonsine (genannt Marie; 1850–1922), sowie zwei früh verstorbene Söhne: der erstgeborene Louis-Henri (* 1846) wurde nur drei Monate alt, Claude-Henri-François (* 1856) starb mit 15 Monaten.
Claude Bernard, aus der François-Magendie-Schule stammend, nutzte die Vivisektion für seine physiologischen Forschungen. Marie-Françoise Bernard steuerte zu Beginn ihrer Ehe einen Teil der Mitgift zur physiologischen Forschung bei. Seine Experimente weckten aber zunehmend den Widerspruch seiner Familie, insbesondere seiner Ehefrau, ein Umstand, der mitverantwortlich für ihre Scheidung am 22. August 1870 war.
So wird berichtet, dass Claude Bernard, in seinem Enthusiasmus, einen streunenden Hund nach Hause gebracht und dort auf dem Küchentisch viviseziert hat. Marie-Françoise sei, aufgeschreckt durch das Heulen des Hundes, mit Tony und Marie in das Haus des Schriftstellers Victor Hugo geflohen. Magnus Schwantje schreibt 1919: „Die Herzen der Töchter hatten sich schon früh vom Vater abgewandt, als sie eines Tages ihren treuen Hund vermissten und zu ihrem großen Schmerz und Entsetzen dann entdeckten, dass der Liebling von ihrem Vater viviseziert worden war.“
Fanny Bernard gründete mit ihren Töchtern und der Unterstützung durch Helena, Comtesse de Noailles im Jahr 1882 die erste französische Vereinigung gegen Tierversuche. Amtierender Präsident der Société Française contre la Vivisektion war Alphonse Karr, der gewählte Ehrenpräsident Victor Hugo. Sie schloss sich auch der am 2. Dezember 1845 von Étienne Pariset (1770–1847) gegründeten Société protectrice des animaux an und wurde eines ihrer schärfsten Mitglieder.
Nach ihrer Scheidung zog Fanny mit Tony und Marie mehrmals um, bis sie sich 1893 in Bezons niederließen. Dort gründeten sie ein Heim für Hunde und beherbergten in ihrem Haus unzählige Katzen.
In den Jahren 1919 und 1925 zitierten Magnus Schwantje und Manfred Kyber übereinstimmend aus Berichten, die Anfang 1914 in deutschen Tageszeitungen und Zeitschriften erschienen sind, wonach man bei den Vorbereitungen zu Claude Bernards 100. Geburtstag am 12. Juli 1913 auf eine Seelentragödie stieß: Seine Töchter lebten nach dem Tod ihrer Mutter Fanny vollkommen von den Menschen zurückgezogen in einem einstöckigen Haus in Bezons. Sie waren nicht bereit, an den Feierlichkeiten teilzunehmen, da sie aufgrund des unüberbrückbaren moralischen Abstands zwischen ihnen und ihrem Vater jede Glorifizierung seines Namens ablehnten. Sie hatten sich allein der Aufgabe verschrieben, das Werk ihrer Mutter fortzusetzen und mit Barmherzigkeit und Liebe wieder gutzumachen, was ihr Vater den Tieren jahrzehntelang angetan hatte, und nahmen alle verstoßenen Hunde und Katzen und kranken Tiere auf, die man in ihre Obhut gab.
Marie Bernard starb am 14. September 1922. Nur wenig später, am 7. Januar 1923, starb auch ihre Schwester Tony.